# Жибек-жоли (Талгарський район)
Жібе́к-жоли́ (каз. Жібек жолы) — село у складі Талгарського району Алматинської області Казахстану. Входить до складу Панфіловського сільського округу.
Населення — 8541 особа (2021; 3552 у 2009, 3049 у 1999, 3129 у 1989).
До 2024 року село називалось Кизилту.